# آن هان-بونگ

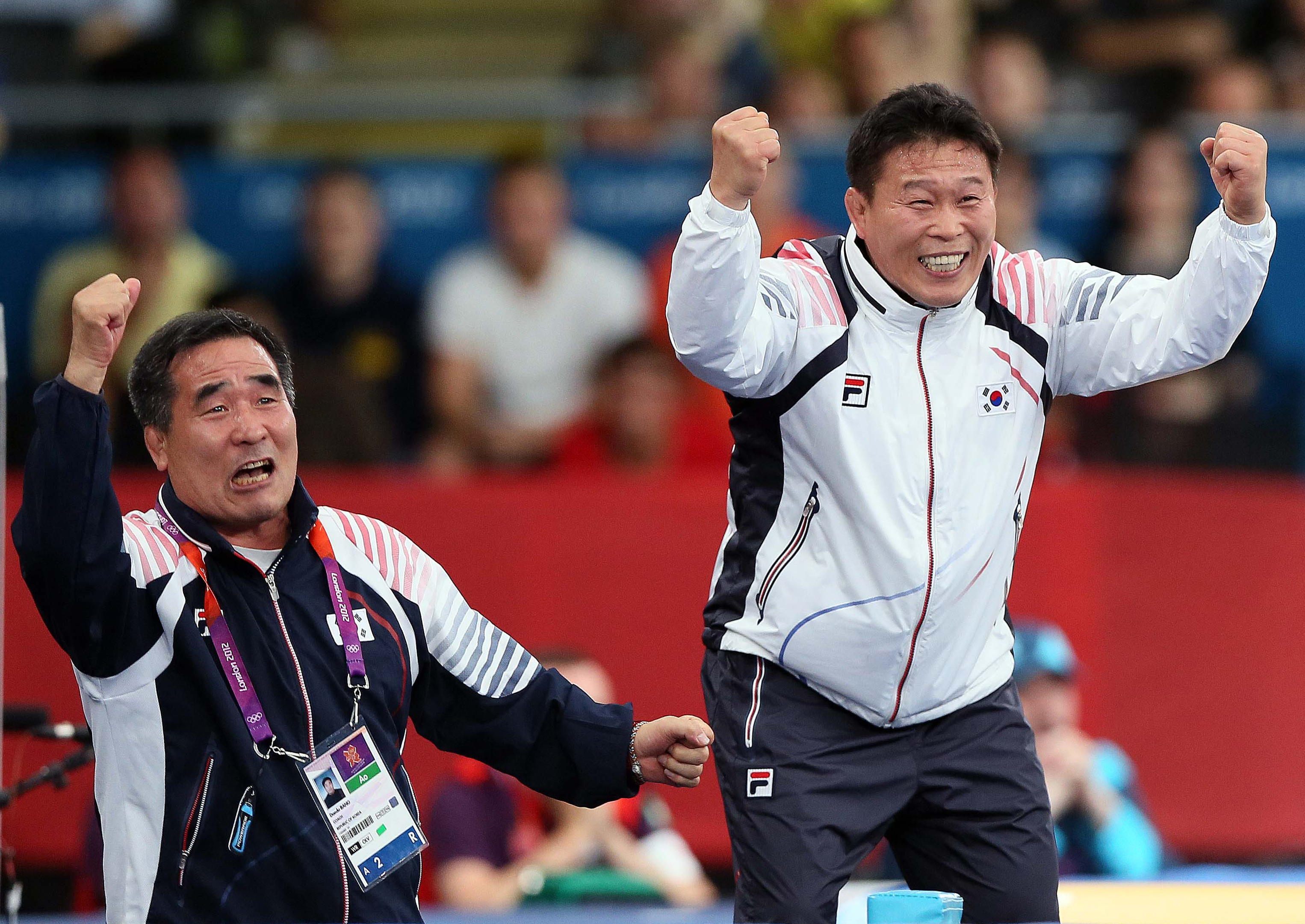
آن هان-بونگ (سمت راست)- المپیک لندن ۲۰۱۲

آن هان-بونگ (انگلیسی: An Han-bong؛ زادهٔ ۱۵ اکتبر ۱۹۶۸) کشتی‌گیر اهل کره جنوبی است.